# Бейтар Тель-Авив Бат-Ям
«Бейтар Тель-Авив Бат-Ям» (ивр. מועדון כדורגל בית"ר תל אביב בת ים‎; до 2019 — «Бейтар Тель-Авив Рамла») — израильский футбольный клуб, который представляет Тель-Авив и Бат-Ям, в настоящее время клуб играет в Лиге Алеф (третьей лиге израильского футбола). Домашние матчи играются на городском стадионе Рамле.

## История
«Бейтар Шимшон Тель-Авив» был образован в 2000 году путём слияния двух клубов: «Бейтар Тель-Авив» и «Шимшон» Тель-Авив. Оба клуба играли в Лиге Арцит на момент слияния друг с другом. В 2006 году клуб переехал на стадион Соседства Хатиква, на котором выступала команда «Бней Иегуда».
В 2008—09 годах клуб занял шестое место в Лиге Арцит, но благодаря реструктуризации лиги был повышен в Лигу Леумит, вторую лигу.
В 2011 году клуб пережил второе слияние, на этот раз с «Ирони Рамла», в связи с этим команда изменила своё название на «Бейтар Тель-Авив Рамла».
22 мая 2019 года «Рамла» отказалась от слияния, и клуб объединился с «Маккаби Ирони Бат-Ям», в связи с чем клуб изменил свой название на «Бейтар Тель-Авив Бат-Ям».